# Eleanor Francis Helin
| 1982 Cline             | 4 novembre 1975   |
| 2048 Dwornik           | 27 agosto 1973    |
| 2050 Francis           | 28 maggio 1974    |
| 2062 Aten              | 7 gennaio 1976    |
| 2074 Shoemaker         | 17 ottobre 1974   |
| 2083 Smither           | 29 novembre 1973  |
| 2099 Öpik              | 8 novembre 1977   |
| 2100 Ra-Shalom         | 10 settembre 1978 |
| 2128 Wetherill         | 26 settembre 1973 |
| 2135 Aristaeus         | 17 aprile 1977    |
| 2143 Jimarnold         | 26 settembre 1973 |
| 2220 Hicks             | 4 novembre 1975   |
| 2324 Janice            | 7 novembre 1978   |
| 2335 James             | 17 ottobre 1974   |
| 2343 Siding Spring     | 25 giugno 1979    |
| 2392 Jonathan Murray   | 25 giugno 1979    |
| 2430 Bruce Helin       | 8 novembre 1977   |
| 2440 Educatio          | 7 novembre 1978   |
| 2441 Hibbs             | 25 giugno 1979    |
| 2499 Brunk             | 7 novembre 1978   |
| 2611 Boyce             | 7 novembre 1978   |
| 2618 Coonabarabran     | 25 giugno 1979    |
| 2619 Skalnaté Pleso    | 25 giugno 1979    |
| 2628 Kopal             | 25 giugno 1979    |
| 2645 Daphne Plane      | 30 agosto 1976    |
| 2682 Soromundi         | 25 giugno 1979    |
| 2704 Julian Loewe      | 25 giugno 1979    |
| 2725 David Bender      | 7 novembre 1978   |
| 2860 Pasacentennium    | 8 ottobre 1978    |
| 2925 Beatty            | 7 novembre 1978   |
| 3043 San Diego         | 20 settembre 1982 |
| 3101 Goldberger        | 11 aprile 1978    |
| 3129 Bonestell         | 25 giugno 1979    |
| 3205 Boksenberg        | 25 giugno 1979    |
| 3240 Laocoon           | 7 novembre 1978   |
| 3360 Syrinx            | 4 novembre 1981   |
| 3449 Abell             | 7 novembre 1978   |
| 3484 Neugebauer        | 10 luglio 1978    |
| 3651 Friedman          | 7 novembre 1978   |
| 3680 Sasha             | 28 giugno 1987    |
| 3718 Dunbar            | 7 novembre 1978   |
| 3737 Beckman           | 8 agosto 1983     |
| 3752 Camillo           | 15 agosto 1985    |
| 3756 Ruscannon         | 25 giugno 1979    |
| 3757 Anagolay          | 14 dicembre 1982  |
| 3767 DiMaggio          | 3 giugno 1986     |
| 3795 Nigel             | 8 aprile 1986     |
| 3800 Karayusuf         | 4 gennaio 1984    |
| 3817 Lencarter         | 25 giugno 1979    |
| 3855 Pasasymphonia     | 4 luglio 1986     |
| 3875 Staehle           | 17 maggio 1988    |
| 3876 Quaide            | 19 maggio 1988    |
| 3926 Ramirez           | 7 novembre 1978   |
| 3988 Huma              | 4 giugno 1986     |
| 4012 Geballe           | 7 novembre 1978   |
| 4015 Wilson-Harrington | 15 novembre 1979  |
| 4034 Vishnu            | 2 agosto 1986     |
| 4055 Magellan          | 24 febbraio 1985  |
| 4069 Blakee            | 7 novembre 1978   |
| 4103 Chahine           | 4 marzo 1989      |
| 4104 Alu               | 5 marzo 1989      |
| 4105 Tsia              | 5 marzo 1989      |
| 4107 Rufino            | 7 aprile 1989     |
| 4116 Elachi            | 20 settembre 1982 |
| 4125 Lew Allen         | 28 giugno 1987    |
| 4159 Freeman           | 5 aprile 1989     |
| 4160 Sabrina-John      | 3 giugno 1989     |
| 4178 Mimeev            | 13 marzo 1988     |
| 4197 Morpheus          | 11 ottobre 1982   |
| 4209 Briggs            | 4 ottobre 1986    |
| 4222 Nancita           | 13 marzo 1988     |
| 4224 Susa              | 19 maggio 1988    |
| 4285 Hulkower          | 11 luglio 1988    |
| 4314 Dervan            | 25 giugno 1979    |
| 4364 Shkodrov          | 7 novembre 1978   |
| 4365 Ivanova           | 7 novembre 1978   |
| 4393 Dawe              | 7 novembre 1978   |
| 4490 Bambery           | 14 luglio 1988    |
| 4525 Johnbauer         | 15 maggio 1982    |
| 4575 Broman            | 26 giugno 1987    |
| 4580 Child             | 4 marzo 1989      |
| 4612 Greenstein        | 2 maggio 1989     |
| 4629 Walford           | 7 ottobre 1986    |
| 4656 Huchra            | 7 novembre 1978   |
| 4660 Nereus            | 28 febbraio 1982  |
| 4674 Pauling           | 2 maggio 1989     |
| 4759 Åretta            | 7 novembre 1978   |
| 4766 Malin             | 28 marzo 1987     |
| 4769 Castalia          | 9 agosto 1989     |
| 4770 Lane              | 9 agosto 1989     |
| 4790 Petrpravec        | 9 agosto 1988     |
| 4796 Lewis             | 3 giugno 1989     |
| 4838 Billmclaughlin    | 2 luglio 1989     |
| 4868 Knushevia         | 27 ottobre 1989   |
| 4874 Burke             | 12 gennaio 1991   |
| 4897 Tomhamilton       | 22 agosto 1987    |
| 4900 Maymelou          | 16 giugno 1988    |
| 4950 House             | 7 dicembre 1988   |
| 4957 Brucemurray       | 15 dicembre 1990  |
| 4968 Suzamur           | 1º agosto 1986    |
| 4969 Lawrence          | 4 ottobre 1986    |
| 4970 Druyan            | 12 novembre 1988  |
| 4984 Patrickmiller     | 7 novembre 1978   |
| 5000 IAU               | 23 agosto 1987    |
| 5006 Teller            | 5 aprile 1989     |
| 5019 Erfjord           | 25 giugno 1979    |
| 5032 Conradhirsh       | 18 luglio 1990    |
| 5062 Glennmiller       | 6 febbraio 1989   |
| 5065 Johnstone         | 24 marzo 1990     |
| 5067 Occidental        | 19 luglio 1990    |
| 5129 Groom             | 7 aprile 1989     |
| 5181 SURF              | 7 aprile 1989     |
| 5182 Bray              | 1º luglio 1989    |
| 5183 Robyn             | 22 luglio 1990    |
| 5188 Paine             | 15 ottobre 1990   |
| 5208 Royer             | 6 febbraio 1989   |
| 5255 Johnsophie        | 19 maggio 1988    |
| 5256 Farquhar          | 11 luglio 1988    |
| 5262 Brucegoldberg     | 14 dicembre 1990  |
| 5271 Kaylamaya         | 25 giugno 1979    |
| 5276 Gulkis            | 1º aprile 1987    |
| 5278 Polly             | 12 marzo 1988     |
| 5305 Bernievolz        | 7 novembre 1978   |
| 5347 Orestelesca       | 24 febbraio 1985  |
| 5349 Paulharris        | 7 settembre 1988  |
| 5391 Emmons            | 13 settembre 1985 |
| 5402 Kejosmith         | 27 ottobre 1989   |
| 5416 Estremadoyro      | 7 novembre 1978   |
| 5431 Maxinehelin       | 19 giugno 1988    |
| 5434 Tomwhitney        | 6 marzo 1989      |
| 5438 Lorre             | 18 agosto 1990    |
| 5477 Holmes            | 27 ottobre 1989   |
| 5515 Naderi            | 5 marzo 1989      |
| 5516 Jawilliamson      | 2 maggio 1989     |
| 5517 Johnerogers       | 4 giugno 1989     |
| 5521 Morpurgo          | 15 agosto 1991    |
| 5559 Beategordon       | 27 giugno 1990    |
| 5560 Amytis            | 27 giugno 1990    |
| 5585 Parks             | 28 giugno 1990    |
| 5593 Jonsujatha        | 9 maggio 1991     |
| 5617 Emelyanenko       | 5 marzo 1989      |
| 5619 Shair             | 26 aprile 1990    |
| 5620 Jasonwheeler      | 19 luglio 1990    |
| 5622 Percyjulian       | 14 ottobre 1990   |
| 5624 Shirley           | 11 gennaio 1991   |
| 5634 Victorborge       | 7 novembre 1978   |
| 5639 Ćuk               | 9 agosto 1989     |
| 5641 McCleese          | 27 febbraio 1990  |
| 5647 Sarojininaidu     | 14 ottobre 1990   |
| 5649 Donnashirley      | 18 novembre 1990  |
| 5653 Camarillo         | 21 novembre 1992  |
| 5678 DuBridge          | 1º ottobre 1989   |
| 5688 Kleewyck          | 12 gennaio 1991   |
| 5735 Loripaul          | 4 giugno 1989     |
| 5736 Sanford           | 6 giugno 1989     |
| 5738 Billpickering     | 27 ottobre 1989   |
| 5748 Davebrin          | 19 febbraio 1991  |
| 5749 Urduja            | 17 marzo 1991     |
| 5772 Johnlambert       | 15 giugno 1988    |
| 5773 Hopper            | 2 luglio 1989     |
| 5774 Ratliff           | 2 luglio 1989     |
| 5785 Fulton            | 17 marzo 1991     |
| 5796 Klemm             | 7 novembre 1978   |
| 5811 Keck              | 19 maggio 1988    |
| 5817 Robertfrazer      | 5 settembre 1989  |
| 5832 Martaprincipe     | 15 giugno 1991    |
| 5841 Stone             | 19 settembre 1982 |
| 5849 Bhanji            | 27 aprile 1990    |
| 5870 Baltimore         | 11 febbraio 1989  |
| 5871 Bobbell           | 11 febbraio 1989  |
| 5877 Toshimaihara      | 23 marzo 1990     |
| 5878 Charlene          | 14 febbraio 1991  |
| 5888 Ruders            | 7 novembre 1978   |
| 5905 Johnson           | 11 febbraio 1989  |
| 5916 van der Woude     | 8 maggio 1991     |
| 5917 Chibasai          | 7 luglio 1991     |
| 5959 Shaklan           | 2 luglio 1989     |
| 5968 Trauger           | 17 marzo 1991     |
| 6009 Yuzuruyoshii      | 24 marzo 1990     |
| 6010 Lyzenga           | 19 luglio 1990    |
| 6041 Juterkilian       | 21 maggio 1990    |
| 6058 Carlnielsen       | 7 novembre 1978   |
| 6065 Chesneau          | 27 luglio 1987    |
| 6092 Johnmason         | 27 giugno 1990    |
| 6127 Hetherington      | 25 aprile 1989    |
| 6128 Lasorda           | 3 giugno 1989     |
| 6153 Hershey           | 19 luglio 1990    |
| 6181 Bobweber          | 6 settembre 1986  |
| 6192 Javiergorosabel   | 21 maggio 1990    |
| 6238 Septimaclark      | 2 luglio 1989     |
| 6249 Jennifer          | 7 maggio 1991     |
| 6250 Saekohayashi      | 2 novembre 1991   |
| 6271 Farmer            | 9 luglio 1991     |
| 6296 Cleveland         | 12 luglio 1988    |
| 6310 Jankonke          | 21 maggio 1990    |
| 6318 Cronkite          | 18 novembre 1990  |
| 6327 Tijn              | 9 aprile 1991     |
| 6335 Nicolerappaport   | 5 luglio 1992     |
| 6361 Koppel            | 7 novembre 1978   |
| 6384 Kervin            | 3 gennaio 1989    |
| 6391 Africano          | 21 gennaio 1990   |
| 6400 Georgealexander   | 10 aprile 1991    |
| 6403 Steverin          | 8 luglio 1991     |
| 6435 Daveross          | 24 febbraio 1984  |
| 6445 Bellmore          | 23 marzo 1990     |
| 6446 Lomberg           | 18 agosto 1990    |
| 6447 Terrycole         | 14 ottobre 1990   |
| 6450 Masahikohayashi   | 9 aprile 1991     |
| 6456 Golombek          | 27 luglio 1992    |
| 6466 Drewesquivel      | 25 giugno 1979    |
| 6479 Leoconnolly       | 15 giugno 1988    |
| 6484 Barthibbs         | 23 marzo 1990     |
| 6486 Anitahill         | 17 marzo 1991     |
| 6487 Tonyspear         | 8 aprile 1991     |
| 6489 Golevka           | 10 maggio 1991    |
| 6493 Cathybennett      | 2 febbraio 1992   |
| 6515 Giannigalli       | 16 giugno 1988    |
| 6517 Buzzi             | 21 gennaio 1990   |
| 6518 Vernon            | 23 marzo 1990     |
| 6521 Pina              | 15 giugno 1991    |
| 6522 Aci               | 9 luglio 1991     |
| 6524 Baalke            | 9 gennaio 1992    |
| 6552 Higginson         | 5 aprile 1989     |
| 6560 Pravdo            | 9 luglio 1991     |
| 6577 Torbenwolff       | 7 novembre 1978   |
| 6602 Gilclark          | 4 marzo 1989      |
| 6603 Marycragg         | 19 maggio 1990    |
| 6608 Davidecrespi      | 2 novembre 1991   |
| 6623 Trioconbrio       | 25 giugno 1979    |
| 6645 Arcetri           | 11 gennaio 1991   |
| 6646 Churanta          | 14 febbraio 1991  |
| 6671 Concari           | 5 luglio 1994     |
| 6695 Barrettduff       | 1º agosto 1986    |
| 6711 Holliman          | 30 aprile 1989    |
| 6713 Coggie            | 21 maggio 1990    |
| 6723 Chrisclark        | 14 febbraio 1991  |
| 6756 Williamfeldman    | 7 novembre 1978   |
| 6773 Kellaway          | 15 giugno 1988    |
| 6775 Giorgini          | 5 aprile 1989     |
| 6789 Milkey            | 4 settembre 1991  |
| 6799 Citfiftythree     | 17 maggio 1993    |
| 6812 Robertnelson      | 7 novembre 1978   |
| 6813 Amandahendrix     | 7 novembre 1978   |
| 6814 Steffl            | 25 giugno 1979    |
| 6815 Mutchler          | 25 giugno 1979    |
| 6848 Casely-Hayford    | 7 novembre 1978   |
| 6849 Doloreshuerta     | 25 giugno 1979    |
| 6856 Bethemmons        | 5 marzo 1989      |
| 6857 Castelli          | 19 agosto 1990    |
| 6875 Golgi             | 4 luglio 1994     |
| 6892 Lana              | 7 novembre 1978   |
| 6894 Macreid           | 5 settembre 1986  |
| 6911 Nancygreen        | 10 aprile 1991    |
| 6943 Moretto           | 7 novembre 1978   |
| 6944 Elaineowens       | 25 giugno 1979    |
| 6953 Davepierce        | 1º agosto 1986    |
| 6962 Summerscience     | 22 luglio 1990    |
| 6982 Cesarchavez       | 16 ottobre 1993   |
| 7026 Gabrielasilang    | 19 agosto 1993    |
| 7052 Octaviabutler     | 12 novembre 1988  |
| 7061 Pieri             | 15 agosto 1991    |
| 7087 Lewotsky          | 13 ottobre 1991   |
| 7091 Maryfields        | 1º maggio 1992    |
| 7093 Jonleake          | 26 luglio 1992    |
| 7154 Zhangmaolin       | 25 giugno 1979    |
| 7163 Barenboim         | 24 febbraio 1984  |
| 7182 Robinvaughan      | 8 settembre 1991  |
| 7187 Isobe             | 30 gennaio 1992   |
| 7290 Johnrather        | 11 maggio 1991    |
| 7299 Indiawadkins      | 21 novembre 1992  |
| 7321 Minervahoyt       | 25 giugno 1979    |
| 7336 Saunders          | 6 settembre 1989  |
| 7371 El-Baz            | 7 novembre 1978   |
| 7546 Meriam            | 25 giugno 1979    |
| 7547 Martinnakata      | 25 giugno 1979    |
| 7593 Cernuschi         | 21 novembre 1992  |
| 7630 Yidumduma         | 25 giugno 1979    |
| 7732 Ralphpass         | 7 novembre 1978   |
| 7733 Segarpassi        | 25 giugno 1979    |
| 7734 Kaltenegger       | 25 giugno 1979    |
| 7757 Kameya            | 22 maggio 1990    |
| 7758 Poulanderson      | 21 maggio 1990    |
| 7780 Maren             | 15 luglio 1993    |
| 7781 Townsend          | 19 agosto 1993    |
| 7809 Marcialangton     | 25 giugno 1979    |
| 7915 Halbrook          | 25 giugno 1979    |
| 7818 Muirhead          | 19 agosto 1990    |
| 7824 Lynch             | 7 settembre 1991  |
| 7829 Jaroff            | 21 novembre 1992  |
| 7831 François-Xavier   | 21 marzo 1993     |
| 7932 Plimpton          | 7 aprile 1989     |
| 7939 Asphaug           | 14 gennaio 1991   |
| 7981 Katieoakman       | 7 novembre 1978   |
| 7982 Timmartin         | 25 giugno 1979    |
| 8005 Albinadubois      | 16 giugno 1988    |
| 8013 Gordonmoore       | 18 maggio 1990    |
| 8024 Robertwhite       | 17 marzo 1991     |
| 8026 Johnmckay         | 8 maggio 1991     |
| 8082 Haynes            | 12 luglio 1988    |
| 8131 Scanlon           | 27 settembre 1976 |
| 8135 Davidmitchell     | 7 novembre 1978   |
| 8136 Landis            | 25 giugno 1979    |
| 8168 Rogerbourke       | 18 marzo 1991     |
| 8270 Winslow           | 2 maggio 1989     |
| 8271 Imai              | 2 luglio 1989     |
| 8355 Masuo             | 5 settembre 1989  |
| 8369 Miyata            | 8 aprile 1991     |
| 8378 Sweeney           | 23 settembre 1992 |
| 8613 Cindyschulz       | 7 novembre 1978   |
| 8614 Svedhem           | 7 novembre 1978   |
| 8615 Philipgrahamgood  | 25 giugno 1979    |
| 8663 Davidjohnston     | 18 febbraio 1991  |
| 8664 Grigorijrichters  | 10 aprile 1991    |
| 8789 Effertz           | 7 novembre 1978   |
| 8790 Michaelamato      | 7 novembre 1978   |
| 8791 Donyabradshaw     | 7 novembre 1978   |
| 8792 Christyljohnson   | 7 novembre 1978   |
| 8810 Johnmcfarland     | 15 maggio 1982    |
| 8887 Scheeres          | 9 giugno 1994     |
| 8987 Cavancuddy        | 7 novembre 1978   |
| 8988 Hansenkoharcheck  | 25 giugno 1979    |
| 9069 Hovland           | 16 luglio 1993    |
| 9151 Kettnergriswold   | 25 giugno 1979    |
| 9177 Donsaari          | 18 dicembre 1990  |
| 9180 Samsagan          | 8 aprile 1991     |
| 9186 Fumikotsukimoto   | 7 settembre 1991  |
| 9268 Jeremihschneider  | 7 novembre 1978   |
| 9269 Peterolufemi      | 7 novembre 1978   |
| 9270 Sherryjennings    | 7 novembre 1978   |
| 9271 Trimble           | 7 novembre 1978   |
| 9519 Jeffkeck          | 6 novembre 1978   |
| 9520 Montydibiasi      | 7 novembre 1978   |
| 9628 Sendaiotsuna      | 16 luglio 1993    |
| 9743 Tohru             | 8 aprile 1988     |
| 9830 Franciswasiak     | 7 novembre 1978   |
| 9918 Timtrenkle        | 25 giugno 1979    |
| 9945 Karinaxavier      | 21 maggio 1990    |
| 9947 Takaishuji        | 17 agosto 1990    |
| 9963 Sandage           | 9 gennaio 1992    |
| 9969 Braille           | 27 maggio 1992    |
| 10018 Lykawka          | 25 giugno 1979    |
| 10019 Wesleyfraser     | 25 giugno 1979    |
| 10050 Rayman           | 28 giugno 1987    |
| 10051 Albee            | 23 agosto 1987    |
| 10076 Rogerhill        | 9 agosto 1989     |
| 10080 Macevans         | 18 luglio 1990    |
| 10109 Sidhu            | 29 maggio 1992    |
| 10267 Giuppone         | 7 novembre 1978   |
| 10315 Brewster         | 23 settembre 1990 |
| 10320 Reiland          | 14 ottobre 1990   |
| 10460 Correa-Otto      | 7 novembre 1978   |
| 10463 Bannister        | 25 giugno 1979    |
| 10501 Ardmacha         | 19 luglio 1987    |
| 10502 Armaghobs        | 22 agosto 1987    |
| 10673 Berezhnoy        | 7 novembre 1978   |
| 10674 de Elía          | 7 novembre 1978   |
| 10676 Jamesmcdanell    | 25 giugno 1979    |
| 10677 Colucci          | 25 giugno 1979    |
| 10678 Alilagoa         | 25 giugno 1979    |
| 10679 Chankaochang     | 25 giugno 1979    |
| 10680 Ermakov          | 25 giugno 1979    |
| 10999 Braga-Ribas      | 7 novembre 1978   |
| 11002 Richardlis       | 24 giugno 1979    |
| 11059 Nulliusinverba   | 4 settembre 1991  |
| 11259 Yingtungchen     | 7 novembre 1978   |
| 11260 Camargo          | 7 novembre 1978   |
| 11262 Drube            | 25 giugno 1979    |
| 11448 Miahajduková     | 25 giugno 1979    |
| 11507 Danpascu         | 20 luglio 1990    |
| 11511 Billknopf        | 18 novembre 1990  |
| 11794 Yokokebukawa     | 7 novembre 1978   |
| 12192 Gregbollendonk   | 7 novembre 1978   |
| 12195 Johndavidniemann | 25 giugno 1979    |
| 12196 Weems            | 25 giugno 1979    |
| 12284 Pohl             | 17 marzo 1991     |
| 12665 Chriscarson      | 6 novembre 1978   |
| 12668 Scottstarin      | 25 giugno 1979    |
| 12669 Emilybrisnehan   | 25 giugno 1979    |
| 12980 Pruetz           | 6 novembre 1978   |
| 12981 Tracicase        | 7 novembre 1978   |
| 12982 Kaseybond        | 25 giugno 1979    |
| 12977 Nanettevigil     | 10 luglio 1978    |
| 13018 Geoffjames       | 10 aprile 1988    |
| 13481 Aubele           | 6 novembre 1978   |
| 13910 Iranolt          | 25 giugno 1979    |
| 13943 Hankgreen        | 26 aprile 1990    |
| 13980 Neuhauser        | 2 luglio 1992     |
| 14395 Tommorgan        | 15 ottobre 1990   |
| 14799 Mitchschulte     | 25 giugno 1979    |
| 15822 Genefahnestock   | 8 ottobre 1994    |
| 16397 Carlahayden      | 15 maggio 1982    |
| 16529 Dangoldin        | 9 aprile 1991     |
| 16588 Johngee          | 23 settembre 1992 |
| 16589 Hastrup          | 24 settembre 1992 |
| 17365 Thymbraeus       | 7 novembre 1978   |
| 17447 Heindl           | 25 aprile 1990    |
| 19234 Victoriahibbs    | 9 novembre 1993   |
| 19982 Barbaradoore     | 22 gennaio 1990   |
| 20023 Jackmegas        | 9 gennaio 1992    |
| 20031 Lakehead         | 27 luglio 1992    |
| 20062 Matthewgriffin   | 20 agosto 1993    |
| 20996 Pandrosion       | 4 agosto 1986     |
| 21065 Jamesmelka       | 10 luglio 1991    |
| 26858 Misterrogers     | 21 marzo 1993     |
| 29198 Weathers         | 18 febbraio 1991  |
| 30775 Lattu            | 24 agosto 1987    |
| 30831 Seignovert       | 14 ottobre 1990   |
| 48461 Sabrinamaricia   | 7 settembre 1991  |

Eleanor Francis Helin (nata Eleanor Kay Francis) (19 novembre 1932 – 25 gennaio 2009) è stata un'astronoma statunitense.
È stata responsabile principale del Near Earth Asteroid Tracking (NEAT), il programma del Jet Propulsion Laboratory della NASA che si occupa di scoprire oggetti near-Earth.

## Biografia
Per tre decenni, al California Institute of Technology e al Jet Propulsion Laboratory, Helin è stata attiva nella scienza planetaria e nell'astronomia.
Nei primi anni settanta ha avviato il Palomar Planet Crossing Asteroid Survey (PCAS) all'osservatorio di Monte Palomar. Questo programma ha scoperto migliaia di asteroidi di tutti i tipi, inclusi più di 200 in orbita fortemente inclinata, altri con orbite rare o uniche. Scoperte anche venti comete e all'incirca il 30% di tutti gli asteroidi near-Earth scoperti nel mondo.
Negli anni ottanta ha organizzato e coordinato l'International Near-Earth Asteroid Survey (INAS), stimolando e promuovendo l'interesse per gli asteroidi in tutto il mondo.
Dopo aver diretto il programma di ricerca fotografico del PCAS per quasi 25 anni, Eleanor Helin si è concentrata su un nuovo e più potente progetto: il NEAT, che usa sensori elettronici su un telescopio a grande apertura.
Il NEAT è in funzione dal dicembre del 1995, è il primo programma di osservazione autonomo; nessun personale del JPL è sul posto, solo un computer (il JPL Sunspark) che fa funzionare il sistema di osservazione durante la notte e trasmette i dati al JPL ogni mattina. Qui i membri del team esaminano e confermano le osservazioni.
NEAT ha scoperto più di 26.000 oggetti, tra cui 31 asteroidi near-Earth, 2 comete di lungo periodo e 1996 PW l'asteroide con la maggiore eccentricità allora conosciuta (e = 0,99012940), che ha un lungo periodo orbitale (4110,5 anni) e un'orbita simile a quella di una cometa con semiasse maggiore di 256,601 UA (tutti questi parametri orbitali sono superati da A/2019 U6).

## Scoperte
Il Minor Planet Center le accredita le scoperte di 903 asteroidi, effettuate tra il 1973 e il 1995, in parte in cooperazione con altri astronomi: Jeff Alu, Maria Antonella Barucci, Schelte John Bus, Jack B. Child, Seth M. Cohen, Robert Francis Coker, Roy Scott Dunbar, Gavril Grueff, Kenneth J. Lawrence, L. Lee, Celina Mikolajczak, Brian P. Roman, Perry J. Rose, Eugene Shoemaker, Steve R. Swanson, Jasper V. Wall e Peter D. Wilder. Tra queste scoperte si annoverano i primi due Asteroidi Aten, 2062 Aten e 2100 Ra-Shalom, e 9969 Braille, l'asteroide dalla forma insolita visitato dalla sonda Deep Space 1 nel 1999.
Ha scoperto, o co-scoperto, anche numerose comete: le comete periodiche 111P/Helin-Roman-Crockett, 117P/Helin-Roman-Alu, 132P/Helin-Roman-Alu, 151P/Helin e 152P/Helin-Lawrence e le comete non periodiche C/1977 H1 Helin, C/1989 R1 Helin-Roman, C/1989 T1 Helin-Roman-Alu, C/1991 F2 Helin-Lawrence, C/1991 L4 Helin-Alu, C/1992 A1 Helin-Alu e la C/1992 Q2 Helin-Lawrence.
È anche accreditata per la scoperta dell'oggetto oggi noto sia come asteroide 4015 Wilson-Harrington che come cometa 107P/Wilson-Harrington. Sebbene Wilson e Harrington lo scoprirono alcuni decenni prima, le loro osservazioni non avevano stabilito l'orbita, mentre Helin lo fece nella sua riscoperta.

## Riconoscimenti
Come riconoscimento per i suoi risultati Helin ha ricevuto dalla NASA la Exceptional Service Medal. Nel 1997 ha ricevuto il JPL Award for Excellence, per la sua direzione al NEAT e, sempre la NASA, le ha assegnato il Group Achievement Award, per il team del NEAT.
Le è stato dedicato l'asteroide 3267 Glo, con riferimento al suo soprannome.